# Japanische Zierquitte
Die Japanische Zierquitte (Chaenomeles japonica) ist eine Pflanzenart aus der Gattung der Zierquitten (Chaenomeles) in der Familie der Rosengewächse (Rosaceae). Sie wird auch Nordische Zitrone genannt.

## Merkmale

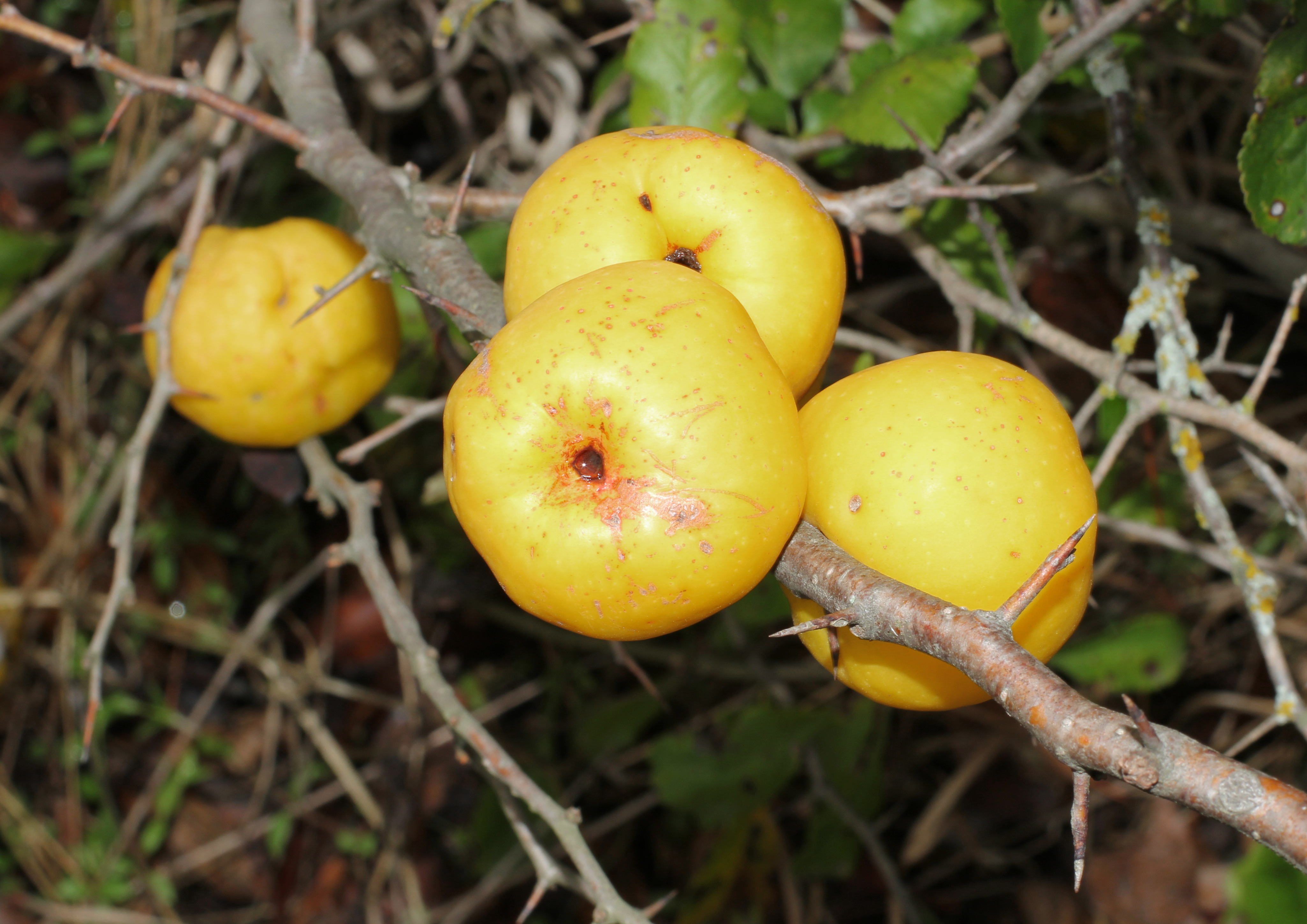
Früchte

Die Japanische Zierquitte ist ein sparriger Strauch mit Dornen und weit ausladenden Ästen, der Wuchshöhen von 0,6 bis 2,0 Meter erreicht. Junge Zweige sind kurzfilzig, Zweige vom Vorjahr warzig. Die Blätter sind lanzettlich bis verkehrt-eiförmig, grob gezähnt und auch im jungen Zustand kahl. Sie sind einschließlich Blattstiel 4 bis 5 Zentimeter lang und 2 bis 3 Zentimeter breit. Die ungewöhnlichen großen Nebenblätter sind 1 Zentimeter lang und 1,5 bis 2 Zentimeter breit, nierenförmig und am Rand gezähnt; sie finden sich nur an Langtrieben. Meist sind 2 bis 3 Blüten zusammen angeordnet; sie sind orange bis ziegelrot gefärbt. Geöffnet sind die Blüten 3 bis 4 Zentimeter breit. Die Früchte haben einen Durchmesser von 4–7 Zentimeter und sind gelb.
Die Chromosomenzahl beträgt 2n = 34.

## Vorkommen
Diese Art kommt in Japan und auf der Koreanischen Halbinsel vor.

## Nutzung
Die Japanische Zierquitte wird als Zierstrauch genutzt. Sie ist seit 1874 in Kultur.
Die Früchte sind roh nicht genießbar, aber wie bei allen Früchten von Rosengewächsen ist das Fruchtfleisch ungiftig, die Kerne enthalten geringe Giftmengen. Die wohlriechenden, hartfleischigen Früchte sind lange lagerfähig und können deshalb gut im Wäscheschrank zur Duftübertragung zwischen Taschentücher oder Unterhemden gelegt werden. In ihrem Kernhaus sind sehr viel mehr Samen als in Äpfeln.
Das Fruchtfleisch ist sehr würzig und enthält unter anderem Zucker und Ascorbinsäure. Eine beliebte Zubereitungsart ist, es als fruchtige Würze in der Holundersuppe mitzukochen.